# 铁硫世界学说
铁硫世界学说（英語：Iron–sulfur world theory），是由在慕尼黑的有化学学位的专利律师根特·瓦赫特绍泽从1988年到1992年期间发表一系列文章提出的生命起源和早期进化的假设，他提出早期生命可能在鐵的硫化物矿物质的表面形成。該学说的发表获得哲学家卡尔·波普尔的鼓励和支持。它是通过现代生物化学结合化学实验的逆转而被开发的。
假说中的生命起源的基本思想可以概括为：用溶解的火山气体（例如一氧化碳、氨、硫化氢）加压和加热水流至100°C，再让水流从有催化性能过渡金属化合物固体（例如硫化铁、硫化镍）上流过，等待和定位催化金属肽的形成。如此合成有機分子，成為生命最早的起源。

## 参看
- 生物大分子
- 深海熱泉
- 米勒-尤里实验